# En sand løgn
En sand løgn er en dansk kortfilm fra 2012, der er instrueret af Oliver Hansen.

## Handling
Denne artikel mangler et handlingsreferat. Hjælp os med at skrive det.

## Medvirkende
- Ole Dupont - Thorkild
- Tovelil Holm - Lone
- Frederik From Lilani - Peter
- Thomas Riddersholm - Frederik